# Nucleo cellulare
Il nucleo cellulare è un compartimento cellulare dotato di membrana contenente la maggior parte del patrimonio genetico. La presenza o meno del nucleo è alla base della classica distinzione degli organismi in procarioti, con cellule prive di nucleo ed evolutivamente più antichi, ed eucarioti, con cellule nella quasi totalità provviste di nucleo.
La posizione nella cellula dipende dal contenuto e funzione della stessa: ad esempio cellule polarizzate, con una zona apicale deputata alla secrezione (cellule mucipare, cellule a secrezione apocrina), o all'assorbimento (enterociti), hanno il nucleo in posizione basale, mentre cellule molto "piene", come gli adipociti univacuolari (grasso bianco) o i miociti dei muscoli scheletrici, hanno il nucleo in posizione sublemmare (cioè addossato alla membrana cellulare).
Anche la forma del nucleo cambia notevolmente, generalmente seguendo la geometria della cellula; dunque cellule cilindriche avranno nuclei oblunghi, mentre cellule sferiche hanno nuclei della stessa forma.

## Struttura del nucleo
Il nucleo è una struttura che si trova all'interno della cellula ed è sede di importanti reazioni. Il suo scopo è quello di contenere gli acidi nucleici, provvedere alla duplicazione del DNA, alla trascrizione e alla maturazione dell'RNA. Il nucleo è presente solo negli eucarioti ed è delimitato da una doppia membrana fosfolipoproteica in continuità con il RER.
Nel nucleo possono essere distinti:
- una doppia membrana, che lo separa dal citoplasma della cellula e che è attraversata da pori, (ossia delle aree in cui le due membrane vengono a contatto e si crea un complesso macromolecolare di proteine che funge da sistema di controllo per l'entrata e l'uscita di materiale dal nucleo)
- un materiale filamentoso, la cromatina, costituita da proteine e acidi nucleici
- i nucleoli, immersi nella sostanza nucleare.

### Involucro nucleare
L'involucro nucleare è composto da due membrane fosfolipoproteiche concentriche, ciascuna di spessore di 8 nm circa, che delimitano il lume della cisterna perinucleare di 15-40 nm. Tale cisterna è in continuità con il RER. La cisterna è interrotta a livello dei pori dove le due membrane si fondono.
La membrana esterna e quella interna, sebbene non contravvengano al principio di membrana unitaria hanno composizione differente sia in fosfolipidi che in proteine. La membrana interna è rivestita sul lato interno da una fitta maglia di proteine chiamata làmina nucleare, composta da quattro tipi di lamìna nucleare o fibrosa (A, B1, B2, C) che identifica il filamento intermedio specifico per il nucleoscheletro, il cui scopo è di fornire un sostegno per il nucleo e un ancoraggio per la cromatina.
La lamìna viene trasportata qui grazie alla sequenza di indirizzamento nucleare e, all'inizio della mitosi, viene scomposta ad opera dell'enzima protein chinasi Cdc2, come anche alla morte cellulare (apoptosi). La lamina nucleare separa la cromatina (DNA non spiralizzato) dalla membrana nucleare interna, ed ha uno spessore che varia dai 10 ai 20 nm. La struttura a maglia, con cui è disposta, si interrompe in corrispondenza dei pori nucleari ed ha una forma simile in cellule dello stesso tessuto.
La membrana esterna nucleare può invece presentare ribosomi (come facilmente immaginabile, a causa della continuità con il reticolo rugoso).

### Pori nucleari
La membrana nucleare non è continua, ma presenta dei fori, detti pori nucleari, il cui scopo è quello di permettere il passaggio delle molecole dal citosol al nucleoplasma.
I pori nucleari sono composti da 8 proteine canale disposte ad ottamero e da centinaia di altre proteine che formano le diverse subunità, per un totale di 120 MDa di massa. Abbiamo le subunità ad anello, subunità a colonna, subunità laminare, subunità anulare, fibrille e canestro nucleare.
Le molecole più piccole (fino a 5.000 Da) passano per diffusione, molecole più grandi (fino a 60.000 Da) prive di segnali di localizzazione nucleare (NLS, vedi sezione Trasporti nucleo-citoplasma) passano con velocità inversamente proporzionale alla loro massa.
Dalle osservazioni del microscopio elettronico si ritiene che il poro sia formato da quattro anelli:
1. un anello citoplasmatico che presenta otto filamenti che si proiettano nel citoplasma;
2. un anello nucleare che proietta nel nucleoplasma una struttura a forma di canestro ( il canestro nucleare);
3. un anello di raggi interni che circonda la membrana interna e il trasportatore centrale;
4. un anello di raggi esterni che circonda le due membrane dell’involucro nucleare.

I due ottameri sono collegati tra loro grazie a una struttura a raggiera, formata da proteine che delimitano il canale centrale che attraversa l'involucro. All'interno del canale sono state riscontrate altre proteine e trasportatori responsabili del movimento delle macromolecole attraverso la membrana nucleare.
Le molecole più piccole non passano attraverso il canale centrale, ma attraverso canali più piccoli (9-10 nm) ricavati tra i "raggi". Mentre quelle più grandi necessitano di un segnale che permetta loro di allargare il canale.

### Cromatina
Il nucleo cellulare ha una funzione essenziale nella trasmissione dei caratteri ereditari (meiosi, mitosi) e, inoltre, nel controllo del metabolismo cellulare. Il DNA che si trova nel nucleo non è sparso ma ben organizzato in un superavvolgimento dato dall'associazione del DNA stesso con 5 proteine istoniche di natura globulare: H2A; H2B; H3; H4; H1.
Le prime quattro associate al DNA formano degli ottameri ricchi di DNA superavvolto detti nucleosomi. La proteina istonica H1 ha il compito specifico di mantenere collegati tra loro i diversi istoni. L'intera struttura è detta cromatina.
La cromatina, si suddivide in eucromatina ed eterocromatina (a seconda che si colori o meno), a sua volta suddivisibile in eterocromatina costitutiva (centromero e telomero) e facoltativa, ovvero quelle regioni di DNA silenziato in ragione della specificità cellulare dovuta al differenziamento, oppure ad una temporanea inattività di quei particolari geni.

## Le attività del nucleo

### Trasporti nucleo-citoplasma. Il ciclo delle importine

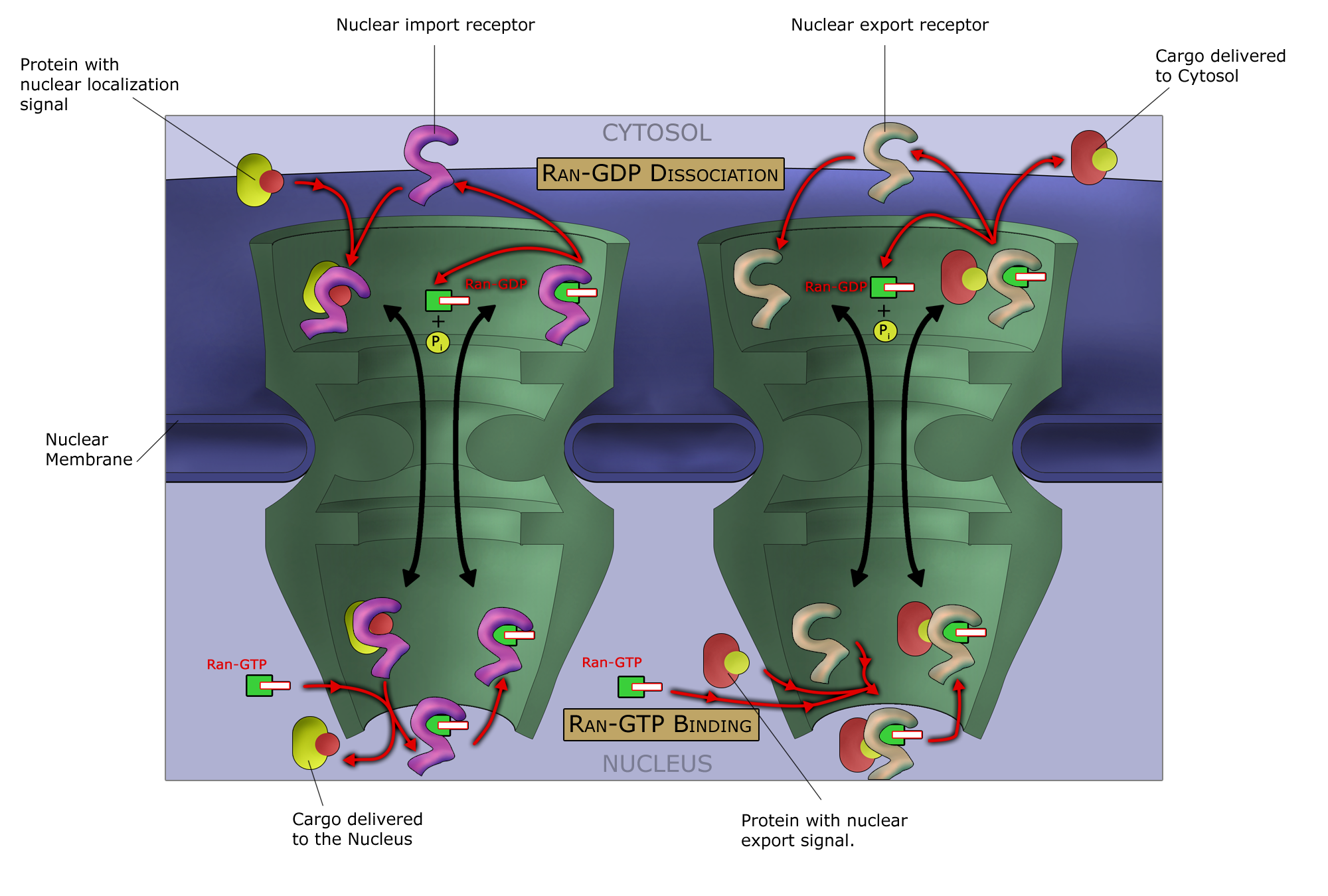
Macromolecole, come l'RNA e le proteine vengono attivamente trasportate attraverso la membrana nucleare

Molecole con dimensioni superiori ai 60 kDa attraversano il poro nucleare con un metodo di trasporto attivo. Molte delle proteine e delle strutture utilizzate nel nucleo non vengono sintetizzate in loco ma nel citosol e importate successivamente all'interno. Basti pensare alla sintesi dei ribosomi, in cui le proteine ribosomali create nel citosol vengono portate all'interno del nucleo, complessate con rRNA e riesportate nuovamente. Tali molecole, essendo più grandi del poro nucleare (9nm) necessitano di particolari recettori proteici, detti Recettori di Importazione Nucleare (o Importine), e Recettori di Esportazione Nucleare (o Esportine), che indicano al poro di allargarsi ulteriormente (fino a 26 nm) per permetterne il passaggio.
Il meccanismo dipende inoltre dalla GTPasi monomerica Ran che, come tutte le proteine G, è attiva quando legata a GTP, e inattiva quando legata a GDP. 
GAP (GTPase Activator Protein) è l'enzima che "spegne" Ran, attivandone l'attività GTPasica; la stimola cioè ad idrolizzare il GTP a GDP+Pi. 
GEF (Guanilic nucleotide Exchange Factor), al contrario, stimola Ran a scambiare GDP con GTP (GEF non è una chinasi, cioè non fosforila GDP, ma lo fa rilasciare e scambiare con un GTP). 
Poiché Ran-GAP si trova soprattutto nel citosol, mentre Ran-GEF si trova soprattutto nel nucleoplasma, si viene a creare un gradiente delle due forme conformazionali di Ran (Ran-GTP e Ran-GDP) tra interno ed esterno del nucleo. Questo gradiente spinge il trasporto nella direzione appropriata.
1. Le proteine citosoliche di nuova sintesi destinate al nucleo contengono una sequenza segnale (NLS, nuclear localisation signal), che indica come destinazione il nucleo (solitamente questa sequenza consiste in residui carichi positivamente di Arg, Lys, Pro);
2. Un'importina (Recettore di Importazione Nucleare) lega la NLS di una proteina, formando un complesso di importazione;
3. I recettori di importazione si attaccano alle ripetizioni FG (cioè ricche di amminoacidi Fenilalanina e Glicina) delle fibrille del poro nucleare;
4. L'intero complesso, in un modo non del tutto chiaro, indica al poro di allargarsi e la struttura entra nel nucleo;
5. All'interno del nucleo, una Ran-GTP si lega all'importina, provocando il rilascio del cargo nel nucleoplasma;
6. Il gradiente di concentrazione di Ran-GTP/Ran-GDP che esiste tra l'interno e l'esterno del nucleo spinge il complesso Importina/Ran-GTP a fuoriuscire nuovamente attraverso il poro nucleare;
7. Nel citosol, Ran-GTP viene attaccata da due proteine: una Proteina che Lega Ran e una Ran-GAP (Proteina che Attiva la GTPasi dei Ran). La Proteina che Lega Ran sposta Ran-GTP dall'Importina, che può così riprendere il suo ciclo, mentre Ran-GAP stimola l'attività GTPasica di Ran;
8. Ran idrolizza quindi il suo GTP e rilascia il fosfato Pi, staccandosi infine dalla Proteina che Lega Ran.

### Modificazione del nucleo durante il ciclo cellulare

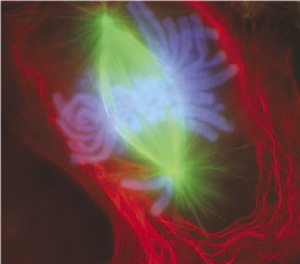
Immagine di una cellula di polmone di anfibio urodelo colorata con coloranti fluorescenti durante la metafase. Il fuso mitotico, visualizzato in verde, ha attaccati due set di cromosomi (in blu). Tutti i cromosomi tranne uno sono già allineati lungo la cosiddetta piastra metafasica.

Durante la profase i filamenti di cromatina si ripiegano e si compattano in lunghi cromosomi che continuano ad impacchettarsi diventando più corti e spessi (i cromatidi fratelli si appaiano longitudinalmente formando cromosomi dicromatidici dalla tipica forma a X). In seguito i cromosomi si accostano alla membrana nucleare e la parte centrale di nucleoplasma rimane relativamente vuota. Scompare il nucleolo, in risposta alla cessazione della sintesi di rRNA.
La fine della profase è segnata dalla prometafase, quando l'involucro nucleare si dissolve. Questo disassemblaggio è dovuto alla depolimerizzazione delle lamìne nucleari, a quella dei pori, e alla frammentazione della membrana fofolipidica in vescicole. 
- Le vescicole di membrana vengono riassorbite e fuse nel reticolo endoplasmatico circostante (tant'è che non si distinguono più visivamente, se non con metodi immunoistochimici) anch'esso in via di frammentazione;
- I filamenti di lamìna nucleare vengono fosforilati dalla proteina chinasi CDK1 (Ciclin Dependent Kinasi), la fosforilazione porta alla dissociazione dei filamenti in dimeri di lamina; le lamine A e C si dissociano dalla membrana e vengono liberate come dimeri nel citosol, mentre le lamine B restano associate alle vescicole;
- Anche varie proteine del poro vengono fosforilate inducendone il disassemblaggio in subunità.

Il nucleo verrà ricostituito in telofase, quando la cromatina comincerà a despiralizzarsi e numerose vescicole di reticolo endoplasmatico verranno a fondersi per ricostituire l'involucro nucleare; ricompariranno quindi i nucleoli attorno agli organizzatori nucleolari. Successivamente si riformeranno anche i pori.

## Nuclei multipli, nuclei assenti

### Cellule con più nuclei
Normalmente le cellule eucariote sono mononucleate. Nei Ciliati sono presenti più nuclei ma uno solo (il micronucleo) garantisce l'ininterrotta continuità del genoma, mentre i macronuclei sono delle "copie di lavoro" il cui genoma non si replica con accuratezza.
I sincizi sono cellule polinucleate derivanti dalla fusione di cellule normali: un tipico esempio sono le fibre muscolari scheletriche degli animali. Altri sincizi che si possono citare nell'organismo umano sono: il sinciziotrofoblasto (necessario all'impianto della blastocisti nella decidua uterina), gli osteoclasti, le cellule giganti da corpo estraneo (non sono altro che numerosi macrofagi fusi, in grado di fagocitare corpi molto grandi estranei o di tessuti necrotici)
I plasmodi sono cellule in cui le divisioni nucleari non sono state seguite dalla divisione cellulare. Nelle ife filamentose dei funghi in genere la separazione tra le cellule è assente o incompleta. Nell'uomo si hanno plasmodi in alcuni epatociti e in alcune cellule degli epiteli di transizione (vescica), nonché durante la maturazione degli spermatozoi.

### Cellule senza nucleo

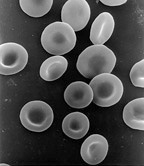
Gli eritrociti umani, come quelli degli altri mammiferi, sono sprovvisti di nucleo. Questo rientra nel normale sviluppo della cellula.

Vi sono cellule che non hanno nucleo, come nel caso dei globuli rossi dei mammiferi che perdono il nucleo in seguito al loro differenziamento, infatti il loro unico scopo è quello di trasportare i gas coinvolti nella respirazione. Si discute, comunque, se sia giusto chiamare l'eritrocita cellula o piuttosto derivato cellulare.
I globuli rossi degli uccelli, degli anfibi, dei rettili e dei pesci sono invece provvisti del nucleo.
Tra le altre cellule prive di nucleo si annoverano anche le squame cornee della pelle e le piastrine (anche se quest'ultime sono più propriamente dei frammenti citoplasmatici originatisi da cellule precursori dette megacariociti).